# Teresa Moro
Teresa Moro Valentín-Gamazo (Madrid 21 de julio de 1970) es una artista contemporánea española cuyos trabajos siguen una línea feminista que plasma en sus lienzos de gran formato. Sus temas representados son la vida cotidiana y sus espacios, bajo un prisma crítico de la sociedad de consumo y su estandarización. Su obra se centra en la representación de objetos desde un punto de vista costumbrista, existencial, material y sentimental.

## Trayectoria profesional
Licenciada en Bellas Artes por la Facultad de BBAA de la Universidad Complutense de Madrid en los años 1988-1993. Posteriormente al finalizar sus estudios obtuvo la beca de estancia en el Colegio de España de París para artistas plásticos concedida por el Ministerio de Cultura.
Su obra la realiza en grandes lienzos o bien en pequeños formatos, con los que construye una combinación pictórica en la que combina el acrílico sobre lienzo con guaches sobre papel. Los títulos de sus obras definen su línea de trabajo, tales como «El Desorden Secreto»,«Muestrario», «Viviendo en La Casa Magnética»,«Fuera de Casa», «Exclusivos», «Parece que no pasa nada» .
En la Guía Repsol describen a la artista con las siguientes palabras: 

Lleva años pintando las cosas corrientes con la intención de desvelar su dimensión más enigmática, evidenciar en ellos sutiles enrarecimientos o alteraciones, eso que les hace únicos. Buscando un antídoto contra la frustración que le produce darse cuenta de la paulatina estandarización que la sociedad de consumo está imponiendo en nuestros hábitats." 

En su exposición en la galería Espacio Líquido de Gijón presenta cuadros de espacios y mobiliario doméstico en forma de "Gabinete de hallazgos" en referencia a los tradicionales gabinetes de curiosidades representados en la Historia del Arte. Según sus palabras en una entrevista realizada por Nacho Tomás, comisario de la Feria MARTE: 

La tradición de los “gabinetes de curiosidades” o Wunderkammern fue iniciada por los príncipes alemanes a finales del s. XVI , en ellos acumulaban de forma heterogénea un gran número de objetos relacionados con el saber, la ciencia y el poder. Pero cuando realmente se popularizaron estos espacios fue en el s. XIX, cuando los coleccionistas llenaban de manera obsesiva aquellas habitaciones privadas con toda clase de muebles, libros, cuadros y sobre todo objetos de la más diversa índole y procedencia. Mis últimos proyectos: "Camas de artistas célebres", "Línea italiana" y "La silla de París" han surgido a partir de pulsiones, indagaciones o encuentros casuales. Propongo una instalación a modo de “gabinete de coleccionista” donde como en las mencionadas estancias, estarán expuestas piezas de esas series de trabajos. Cada una de esas obras es fruto de una búsqueda y un encuentro por mi parte, pero además cada imagen evoca toda una historia asociada a ella. Me interesa esa combinación inseparable de existencia material y sentimental que destilan los objetos.”

Otra de sus series más significativas dentro de su proyecto Gabinetes es la titulada "Las Tentaciones de Velázquez" en la que abundando en sus trabajos domésticos, incluye referencias a las camas de personajes insignes en la cultura, como la cama de Matisse destacada por utilizarla como lugar de trabajo durante su enfermedad. Las camas de Donald Judd en sus vivienda de New York. Otra versión es la de la cama de Louise Bourgeois, también en New York, así como la cama del estudio de Morandi en su casa de Bolonia o el sillón del escultor Brancusi. Esta obra la presentó en la feria Gabinete Art Fair celebrada en el año 2018 en el Centro Cultural de la Villa de Madrid.

## Resumen de exposiciones realizadas
- En el ya desaparecido certamen «XVI Salón de los 16». Círculo de Bellas Artes. Madrid. 1996.[3]
- «Canción de las figuras». Real Academia de Bellas Artes de San Fernando. Madrid. 1999.[3]
- VIII Bienal de arte ciudad de Oviedo. Museo de Bellas Artes. Oviedo. 1999.
- Sala Plaza de España. Madrid. 2001.
- Figuraciones en Madrid, de un lugar sin límites». Centro de Arte Joven de la Comunidad de Madrid. 2001.
- «Plural. El Arte Español ante el siglo XXI».[9]
- Palacio del Senado. Madrid. 2002.[3]
- En el año 2018, participa en la Feria de Obra Sobre Papel GABINETE 2018 en la exposición titulada  Las Tentaciones de Velázquez, comisariada por Julieta de Haro, en el Centro Cultural de la Villa, en la Plaza de Colón de Madrid.[10]

Galerías que la representan My Name's Lolita Art, de Valencia y Madrid. la galería Siboney en Santander Colabora con otras galerías como la galería Trinta de Santiago de Compostela,  Galería Bacelos de Vigo, Galería Espacio Líquido de Gijón con la que asiste a la feria internacional Marte.

## Becas y premios (selección)
- 1994 Beca VII Becas Banesto de creación artística[14]
- 1999 Premio Programa Arte Joven 2000 de la Fundación Cañada Blanch y Club Diario de Levante
- 1999 1º Premio  VI certamen Premio de Pintura y Escultura Fundación del Fútbol Profesional[15]
- 2001 Beca del Colegio de España en París del Ministerio de Cultura Español[16]
- 2003 Premio adquisición de obra en la IX bienal de Artes Plásticas Ciudad de Pamplona, Pamplona[14]
- 2004 Mención de Honor 17 Bienal de Pintura Ciudad de Zamora[17]
- 2009-2011 BecaXI Becas Endesa para Artes Plásticas[18]

## Obra en Museos y Colecciones
Su obra forma parte de la colección del Museum of Modern Art MOMA de Nueva York con cinco obras producidas entre los años 1999 a 2003. Además de en otras instituciones como el Ayuntamiento de Vitoria Gazteiz, Ayuntamiento de Alcorcón, Ayuntamiento de Pamplona. DA2, Domus Artium, Salamanca, Hoggard Wagner Collection, New York, Museo CGAC Centro Gallego de Arte Contemporáneo, Centro de Arte CAB de Burgos, Museo de Arte Contemporáneo MAC La Coruña, Museo Municipal de Arte Contemporáneo Madrid, Fundación Endesa o la colección del Ministerio Español de Cultura.

## Enlaces
- Sitio web oficial
- http://oralmemories.com/teresa-moro/

- Datos: Q56677166